# Прангель, Велло
Велло Прангель (1932-2003) - советский спортсмен - подводник.

## Карьера
На втором чемпионате Европы по подводному мастерству завоевал две серебряные и одну бронзовую награды.